# Coelichneumon nivosus
Coelichneumon nivosus là một loài tò vò trong họ Ichneumonidae.